# Palazzo Italia Expo 2015

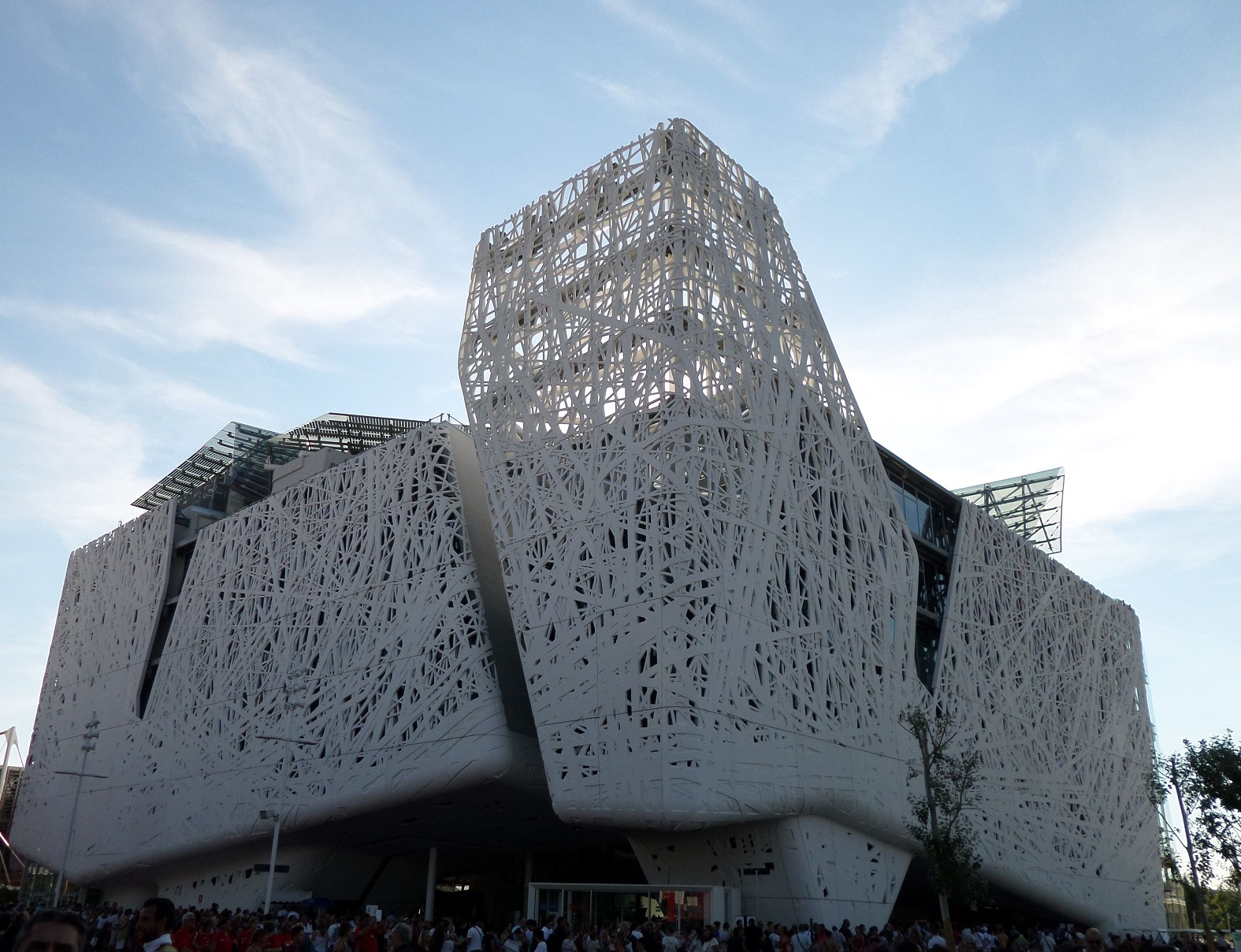
Palazzo Italia

Palazzo Italia è l'edificio permanente dell'Expo 2015. Situato nell'area espositiva di Milano, è stato progettato dal team guidato da Nemesi & Partners. L'edificio rappresenta un elemento centrale e distintivo all'interno del masterplan del Padiglione Italia.
Palazzo Italia si caratterizza per la sua complessa "pelle" esterna, realizzata con circa 9.000 metri quadrati di cemento biodinamico. La pelle è composta da pannelli prefabbricati dalle geometrie complesse e ramificate, che richiamano l'idea di una foresta pietrificata.
Altre caratteristiche distintive includono una grande piazza interna che funge da fulcro centrale e un approccio progettuale che ha integrato architettura, ingegneria e tecnologia, facendo ampio uso di strumenti digitali e modellazione 3D per gestire la complessità geometrica e strutturale. La progettazione ha seguito un percorso di ricerca e innovazione, sperimentando materiali e tecniche costruttive. La copertura vetrata scultorea è un altro elemento importante del progetto.
Palazzo Italia è stato ideato per rappresentare l'Italia all'Expo 2015 attraverso una visione che unisce tradizione e innovazione, ponendo al centro temi come la sostenibilità, la tecnologia e la creatività italiana.

## Bando
La genesi di Palazzo Italia è legata a un concorso di progettazione internazionale.
Il concorso è stato presentato nell'aprile 2013 e la competizione ha registrato un'ampia partecipazione internazionale, con 131 concorrenti provenienti dall'Italia e 247 dall'estero (da Spagna, Regno Unito, Francia, Stati Uniti, Russia, Brasile e Germania), per un totale di 378 partecipanti. Complessivamente, sono state presentate 68 proposte progettuali entro la scadenza fissata.
Il team vincitore del concorso di progettazione era guidato dallo studio Nemesi & Partners S.r.l., responsabile della concezione architettonica dell’edificio.
Per quanto riguarda gli aspetti strutturali e gestionali, Nemesi è stata affiancata da BMS Progetti S.r.l. di Milano, con il contributo dell’ingegnere Ugo Sasso, e da Proger S.p.A. di Pescara, entrambe società di ingegneria e project management. La progettazione degli impianti è stata curata da Livio de Santoli, figura di riferimento nel campo della sostenibilità energetica.
Italcementi ha sviluppato il  cemento biodinamico, utilizzato per i pannelli della pelle esterna dell’edificio.
La struttura di copertura in acciaio e vetro è stata realizzata da Stahlbau Pichler, azienda specializzata in opere metalliche di grande precisione.
La produzione dei pannelli prefabbricati in cemento biodinamico è stata affidata a Styl-Comp. I pannelli hanno dovuto rispondere alla complessità del disegno architettonico.

## Progetto
Palazzo Italia, realizzato in occasione dell’Expo 2015 a Milano, è uno degli edifici dell'evento. Pensato fin dall’inizio come struttura permanente, il palazzo ha una forma complessa e un approccio progettuale integrato che ha guidato tutte le fasi della sua realizzazione.
L’idea alla base del progetto era quella di creare un edificio che si comportasse quasi come un organismo vivente: da qui la metafora della “foresta urbana” o dell’“organismo osmotico”, che ha ispirato l’impianto strutturale quanto l’immagine architettonica. La costruzione si sviluppa su sei livelli e combina diversi sistemi costruttivi, integrati tra loro per rispondere a esigenze funzionali e a geometrie non convenzionali.
Uno degli elementi più rappresentativi è la il suo strato esterno, una sorta di involucro ramificato che avvolge l’edificio come una rete irregolare. Questa facciata è realizzata con circa 9.000 metri quadrati di pannelli prefabbricati in cemento biodinamico, un materiale innovativo scelto anche per le sue proprietà sostenibili. Pur essendo un rivestimento, in parte contribuisce anche alla stabilità dell’edificio: alcuni pannelli infatti sono portanti, mentre altri svolgono funzioni di tamponamento. La produzione e l’assemblaggio di questi elementi hanno richiesto tecniche di alto livello, tra cui l’uso della robotica, del plottaggio 3D e di stampi in resina, per rispettare le geometrie complesse e le minime tolleranze previste.
Anche la copertura è una struttura scultorea in acciaio e vetro, progettata e realizzata per accogliere la luce naturale e al tempo stesso offrire protezione. La copertura pesa circa 350 tonnellate ed è formata da travi e montanti metallici assemblati con precisione, grazie anche a un’accurata modellazione tridimensionale. Il tetto integra inoltre un sistema per la raccolta delle acque piovane, in linea con i criteri di sostenibilità adottati nel progetto.
Tra le soluzioni strutturali più caratteristiche ci sono i grandi sbalzi sulla parete ovest dell’edificio, che si estendono fino a 50 metri di lunghezza e si alzano per circa 26 metri sopra il piano terra. Questi elementi fanno parte della struttura portante e sono stati progettati per resistere a deformazioni minime.
Al centro del palazzo si apre una piazza interna, dove si incontrano gli spazi principali e si articola la circolazione tra i vari livelli. Sopra questa piazza si trovano dei corpi sospesi in cemento armato, che sembrano fluttuare, sostenuti da pochi appoggi..
Un altro elemento caratterizzante è la crisalide, una struttura interna realizzata in legno lamellare, dalla forma ovoidale e irregolare. La sua superficie esterna è rivestita in lamiera zincata che, oltre a proteggere, filtra la luce naturale. La crisalide è pensata come uno spazio di introspezione e raccoglimento, in contrasto con la dinamicità degli altri ambienti.
Dal punto di vista tecnico, l’edificio integra anche un avanzato sistema geotermico, con solai in calcestruzzo che ospitano impianti radianti per il riscaldamento e il raffrescamento. L’inerzia termica della massa strutturale contribuisce a mantenere un buon equilibrio energetico all’interno degli ambienti.
Per affrontare la complessità dell’intero progetto, sono stati impiegati strumenti digitali avanzati, come software per la modellazione tridimensionale e la progettazione computazionale. Queste tecnologie hanno permesso di coordinare in modo efficiente le componenti strutturali, impiantistiche ed energetiche dell’edificio, supportando anche analisi dinamiche, simulazioni sismiche e studi sulla ventilazione naturale attraverso la facciata ramificata.

## Cemento biodinamico
Uno degli aspetti più avanzati del progetto è l’impiego del cemento biodinamico, un materiale sviluppato appositamente per Palazzo Italia da Italcementi, in collaborazione con lo studio Nemesi & Partners. Questo cemento si distingue per la sua composizione che include inerti riciclati e un componente attivo denominato TX Active, coperto da cinque brevetti.
La caratteristica principale di questo materiale è la sua capacità fotocatalitica: grazie all’azione della luce solare, il TX Active è in grado di decomporre alcuni agenti inquinanti presenti nell’aria, contribuendo a migliorarne la qualità. Questa proprietà rende il cemento biodinamico un materiale “attivo” dal punto di vista ambientale, in grado di partecipare alla riduzione dell’inquinamento atmosferico urbano. L’adozione di tale soluzione rappresenta un passo significativo verso un’architettura più sostenibile e tecnologicamente avanzata.
La quasi totalità della facciata esterna di Palazzo Italia è rivestita da pannelli prefabbricati in cemento biodinamico. Per la produzione dei pannelli sono stati impiegati stampi in resina sintetica e processi di applicazione del cemento a spruzzo, con l’obiettivo di ottenere forme complesse e un’elevata precisione geometrica. Per testare la fattibilità tecnica, è stato realizzato anche un prototipo sperimentale a grande scala, denominato ENTreePIC, una scultura di sei metri utilizzata come modello di riferimento.
I pannelli variano in dimensioni e peso, da una a quattro tonnellate. La “pelle” non svolge solo una funzione estetica, ma contribuisce anche alla stabilità dell’edificio: è infatti un layer strutturale in grado di connettere le ramificazioni esterne e assicurare la tenuta dei singoli elementi. L’assemblaggio è avvenuto con tecniche stereometriche, che hanno richiesto tolleranze estremamente ridotte per l’incastro preciso dei pannelli.
Oltre alla funzione strutturale, la conformazione della pelle favorisce anche la ventilazione naturale degli spazi interni, coerentemente con la visione di Palazzo Italia come un “organismo osmotico” in dialogo costante con l’ambiente esterno.